# Diario Puntal
Diario Puntal es un periódico matutino editado en la ciudad de Río Cuarto, Provincia de Córdoba, Argentina. Fue fundado por Carlos Hugo Biset el 9 de agosto de 1980.
El mismo grupo publica Puntal Villa María, la edición del diario para la ciudad de Villa María.
Es el principal diario de Río Cuarto, Villa María y su zona de influencia, siendo el segundo en tirada en la provincia de Córdoba luego de La Voz del Interior. Durante un tiempo, el diario alcanzó una cierta influencia en la provincia de San Luis primero a través del suplemento Puntal San Luis y luego del efímero Nuevo Puntal San Luis.
Es caracterizado como un diario regional, con predominancia informativa en el ámbito local, en menor medida de nivel nacional, y aún menor para los artículos regionales o provinciales.
Cuenta con suplementos por temática, cada uno publicado un día fijo en la semana: Tranquera, Economía, Deportivo y Rostros & Rastros. Además, diariamente se incluye el apartado con anuncios clasificados.
El tipo de artículo y género periodístico predominante es la crónica, de carácter interpretativa, recolectada mediante entrevistas.

## En internet
El Diario Puntal inauguró su versión en internet y mantiene el archivo de todas sus ediciones desde el 1 de agosto de 2006.